# 東長沢駅
東長沢駅（ひがしながさわえき）は、山形県最上郡舟形町長沢字中にある、東日本旅客鉄道（JR東日本）陸羽東線の駅である。

## 歴史
- 1959年（昭和34年）7月10日：日本国有鉄道の駅として開業[3]。
- 1987年（昭和62年）4月1日：国鉄分割民営化により、JR東日本の駅となる[3]。
- 2024年（令和6年）10月1日：えきねっとQチケのサービスを開始[1][4]。

## 駅構造
単式ホーム1面1線を有する地上駅である。待合室兼用の駅舎がある。新庄統括センター（新庄駅）管理の無人駅である。

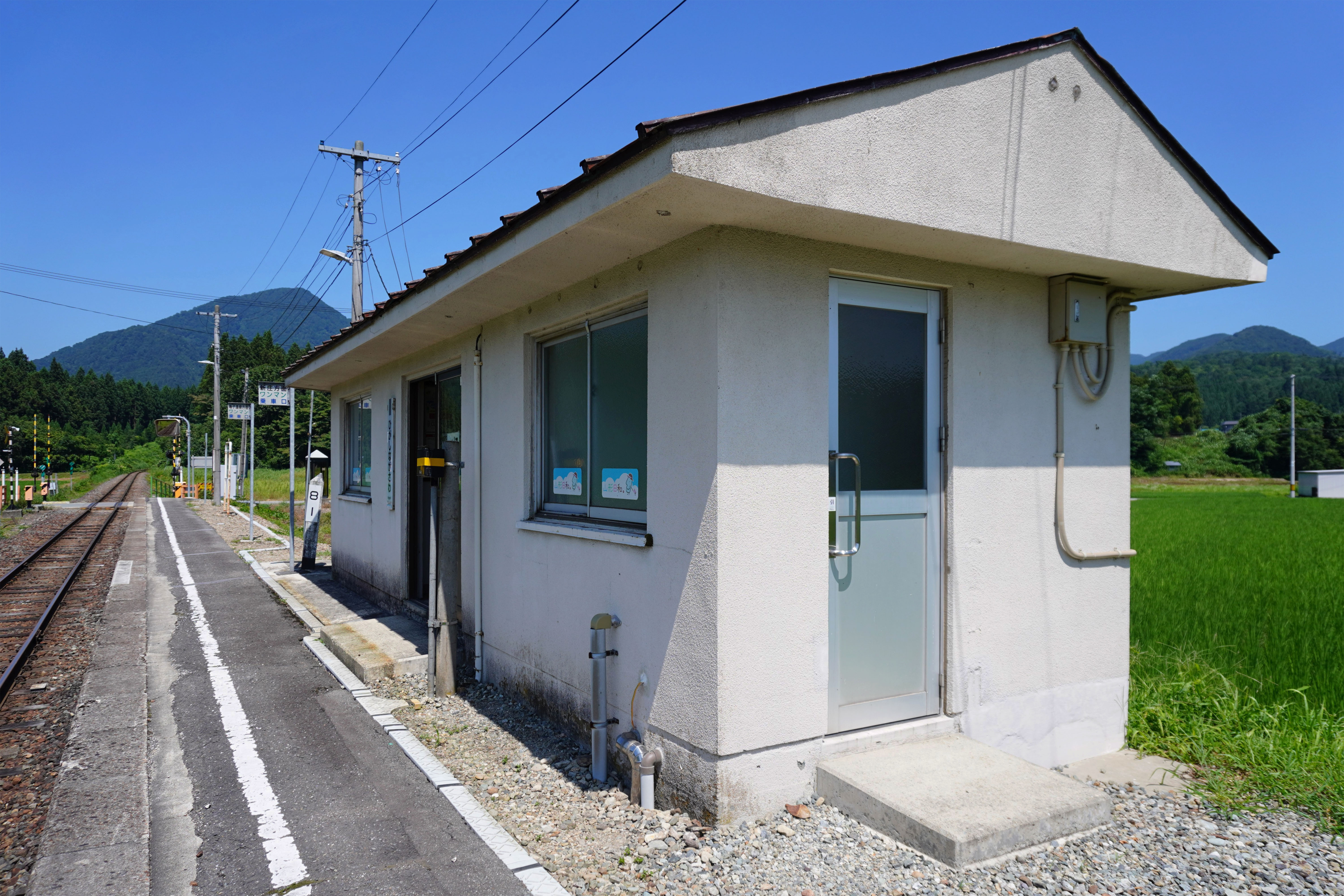
待合室外観（2023年7月）
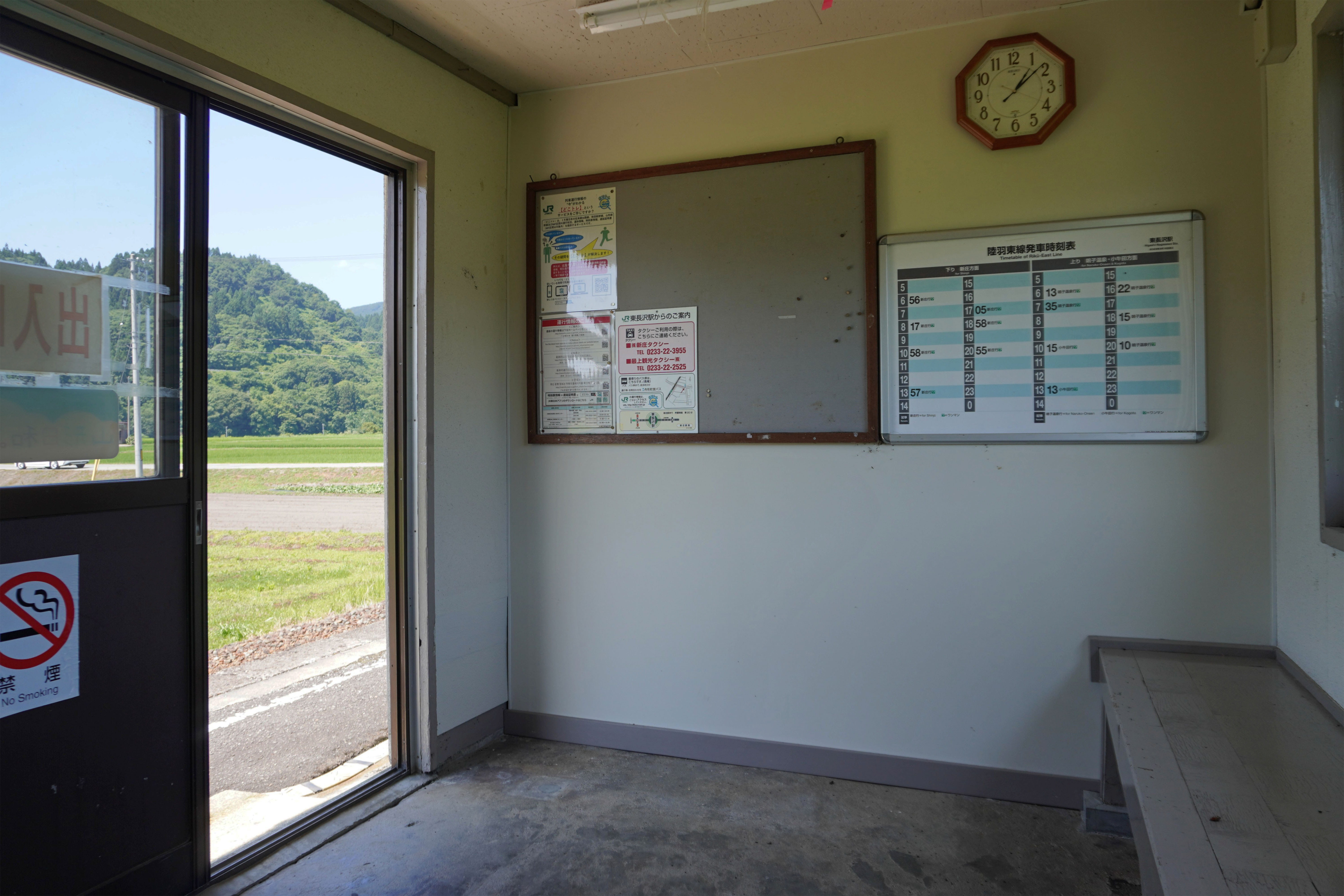
待合室内（2023年7月）

## 利用状況
「山形県の鉄道輸送」によると、2000年度（平成12年度）- 2004年度（平成16年度）の1日平均乗車人員の推移は以下のとおりであった。
| 乗車人員推移       | 乗車人員推移     | 乗車人員推移 |
| 年度               | 1日平均 乗車人員 | 出典         |
| ------------------ | ---------------- | ------------ |
| 2000年（平成12年） | 19               | [ 5 ]        |
| 2001年（平成13年） | 13               | [ 5 ]        |
| 2002年（平成14年） | 9                | [ 5 ]        |
| 2003年（平成15年） | 10               | [ 5 ]        |
| 2004年（平成16年） | 11               | [ 5 ]        |

## 駅周辺
駅前は田んぼである。やや離れたところに住宅がかたまっている所がいくつかある。
- 国道47号
- 小国川

## 隣の駅
東日本旅客鉄道（JR東日本）
■陸羽東線
瀬見温泉駅 - 東長沢駅 - 長沢駅